# Faith Leon
Faith Leon, née Melissa Martinez le 20 mars 1985 en Caroline du Nord, est une actrice américaine de films pornographiques.

## Biographie
Elle tourne aussi bien des scènes hétérosexuelles (Blow Me Sandwich, Black Cock Slut…) que des scènes lesbiennes (No Man's Land, Women Seeking Women…).

## Filmographie sélective
- 2004 : Nasty Youngsters 1
- 2005 : Her First Lesbian Sex 3
- 2006 : Lesbian Training 5
- 2007 : Sex and Violins
- 2008 : Women Seeking Women 48
- 2009 : Women Seeking Women 55
- 2010 : No Man's Land MILF Edition 4
- 2011 : My Daughter Likes Em Dark 3
- 2012 : Cumelot Beach Girls: Faith Leon
- 2013 : Moms A Lesbian 2
- 2014 : Young Lust
- 2015 : Mommy Likes 'em Young 4
- 2016 : Shaved
- 2017 : Kissing Cousins 3

## Récompenses et nominations
Victoires
- 2008 AVN Award – Best All-Girl Sex Scene, Film pour Sex & Violins (avec Monique Alexander et Stefani Morgan)[1]

Nominations
- 2009 AVN Award – Best Group Sex Scene – Dark City
- 2008 AVN Award – Unsung Starlet of the Year
- 2008 AVN Award – Best All-Girl Sex Scene, Film – Through Her Eyes
- 2007 AVN Award – Best Three-Way Sex Scene – Naked and Famous
- 2007 AVN Award – Best Group Sex Scene, Video – Blacklight Beauty